# Án lệ 24/2018/AL
Án lệ 24/2018/AL về di sản thừa kế chuyển thành tài sản thuộc quyền sở hữu, quyền sử dụng hợp pháp của cá nhân là án lệ công bố thứ 24 thuộc lĩnh vực dân sự của Tòa án nhân dân tối cao tại Việt Nam, được Hội đồng Thẩm phán Tòa án nhân dân tối cao thông qua, Chánh án Tối cao Nguyễn Hòa Bình ra quyết định công bố ngày 6 tháng 11 năm 2018, và có hiệu lực cho tòa án các cấp trong cả nước nghiên cứu, áp dụng trong xét xử từ ngày 3 tháng 12 năm 2018. Án lệ 24 dựa trên nguồn là Quyết định giám đốc thẩm số 27 ngày 26 tháng 10 năm 2015 của Hội đồng Thẩm phán Tòa án nhân dân tối cao về vụ án tranh chấp thừa kế quyền sử dụng đất tại Hà Nội, nội dung xoay quanh di sản thừa kế; tài sản chung của vợ chồng; và phân chia nhà đất trên thực tế.
Trong vụ việc, nguyên đơn là ba chị em khởi kiện bị đơn là anh ruột về việc đòi lại quyền thừa kế di sản đã được mẹ chia cho các anh em, được người anh sử dụng trong nhiều năm. Đại gia đình trải qua ba đời từ bố mẹ, anh chị em đến các cháu, được phân chia từ một mảnh đất sau cải cách ruộng đất, một phần gia đình cư trú cố định ở quê nhà, một phần tiến vào miền Nam trong thời kỳ kinh tế mới. Các xung đột giữa anh em ruột thịt về di sản được phân chia và thừa kế theo pháp luật, thời hiệu khởi kiện. Từ đây, vụ án được chọn làm án lệ để nhận định việc phân biệt giữa di sản thừa kế và tài sản thuộc quyền sử hữu, sử dụng của cá nhân.

## Tóm lược vụ án
Tại Quốc Oai, Hà Tây cũ có vợ chồng Phạm Văn H (gọi tắt: cụ H, chết năm 1978), Ngô Thị V (gọi tắt: cụ V, chết ngày 21 tháng 8 năm 1994), có với nhau bảy người con là Phạm Văn H3 (gọi tắt: ông H3), Phạm Văn Đ (gọi tắt: ông Đ), Phạm Văn T (gọi tắt: ông T), ông Phạm Văn Q (gọi tắt: cụ Q, chết năm 2000) và các bà Phạm Thị H (gọi tắt: bà H), Phạm Thị H2 (gọi tắt: bà H2), Phạm Thị H3 (gọi tắt: bà H2). Vợ chồng cụ H, cụ V tạo lập và sinh sống trên một mảnh đấy rộng 464 m². Sau khi cụ H qua đời, không để lại di chúc, mảnh đất được chia hai, đứng tên hai người con trai là ông H3 và ông T. Sau đó, cụ K cùng một số người con trong đó cả ba người con gái vào miền Nam xây dựng kinh tế mới. Vài năm sau, cụ V trở về rồi cư trú trên mảnh đất này cho đến khi qua đời. Cũng trong giai đoạn này, cụ K họp bàn với bảy người con, chia các phần đất, trong đó, ba người con gái được chia một phần nhỏ diện tích 44,4 m² do người anh là ông H3 quản lý.
Nhiều năm sau, ông H3 chia đất cho các con, trong đó có cả 44,4 m² đất được mẹ chia cho ba người em gái. Lúc này, ba người em gái trở về từ miền Nam, yêu cầu đòi lại đất nhưng không thể thỏa thuận. Từ đây, ngày 30 tháng 6 năm 2004, nguyên đơn Phạm Thị H, Phạm Thị H1, Phạm Thị H2 khởi kiện bị đơn Phạm Văn H3, gửi đơn Tòa án nhân dân huyện Quốc Oai, tỉnh Hà Tây (cũ). Vụ án phức tạp về cả nhận định và tố tụng, trải qua ba lần sơ thẩm, ba lần phúc thẩm, bị đình chỉ một lần, giám đốc thẩm hai lần mới đạt được nhận định chung để quay trở lại với sơ thẩm lần thứ tư.

## Tranh tụng

### Nguyên đơn
Tại đơn khởi kiện và các đơn yêu cầu, lời khai trong quá trình tố tụng, nguyên đơn Phạm Thị H, Phạm Thị H1, Phạm Thị H2 trình bày rằng: bố mẹ các bà là cụ H và cụ V có bảy con. Sinh thời các cụ có gian nhà, gian bếp trên khoảng 464 m² đất tại thị trấn Quốc Oai, huyện Quốc Oai, tỉnh Hà Tây (cũ, nay thuộc thành phố Hà Nội). Năm 1991, cụ V đứng ra chia mảnh đất trên cho bảy con: bốn con trai mỗi người một phần, còn một phần (có chiều ngang 3,0 m giáp đường, diện tích 44,4 m²) chia chung cho ba con gái (là các nguyên đơn). Ngay sau khi được chia, ông Đ đã bán lấy tiền vào tỉnh Sông Bé (cũ) sinh sống; ông T, ông Q đã nhận đất xây dựng nhà ở. Phần các bà được chia nằm liền với phần đất cụ V chia cho ông H3 (có chiều ngang 4,0 m giáp đường). Riêng ông H3 lúc đó đã có nhà đất ở nơi khác nên ông cũng chưa sử dụng phần đất được chia. Thời điểm này các bà đang ở miền Nam nên ông H3 trông nom cả phần đất các bà được cụ V chia và đất của ông được chia, tổng diện tích hai phần là 110 m² (chiều ngang 7,0 m). Nhiều năm sau đó ông H3 vẫn thừa nhận là đất của các bà được chia, ông trông nom.
Năm 2002, khi các bà về sang cát cho mẹ, ông H3 vẫn đồng ý khi nào các bà đủ điều kiện thì về nhận đất xây nhà ở. Nhưng đến năm 2004, khi ba chị em có nhu cầu xây dựng nhà trên đất này thì ông H3 lại không thừa nhận là đất của ba chị em và ông đã chia đất cho con của ông là Phạm Văn L và Phạm Thị T, không trả đất cho các bà. Nguyên đơn yêu cầu Tòa án buộc ông H3 trả lại phần đất các bà đã được mẹ và anh chị em trong nhà thống nhất chia từ 1991; có lúc yêu cầu Tòa án giải quyết cho ba chị em được hưởng thừa kế theo pháp luật bằng hiện vật là 44,4 m² đất. Khi Tòa án nhân dân thành phố Hà Nội thụ lý sơ thẩm lại vụ án vào năm 2010, các nguyên đơn có yêu cầu Tòa án giải quyết chia thừa kế di sản của các cụ là 115 m² (thực đo 110 m²) đang do ông H3 quản lý.

### Bị đơn
Bị đơn là Phạm Văn H3 và lời khai người đại diện theo ủy quyền là con gái Phạm Thị T trình bày rằng: ban đầu ông H3 có lời khai thừa nhận cha mẹ có khối tài sản nhà đất như các nguyên đơn trình bày và năm 1972, ông lập gia đình riêng được cha mẹ cho ở trên 162 m² đất trong thửa đất của các cụ. Sau đó, bị đơn có lời khai khác, cho rằng 162 m² đất này có nguồn gốc ông H3 và vợ là Nguyễn Thị N tự khai hoang đổ đất cải tạo hố rác, ruộng rau muống thành nền nhà và sử dụng đến nay, không phải đất của cụ V, cụ H.
Năm 1983, gia đình ông H3 đã chuyển nhà sang nơi khác ở, nhưng vẫn quản lý toàn bộ nhà đất của các cụ và nhà đất cũ của gia đình ông vì lúc này cụ V và các em đi miền Nam xây dựng kinh tế mới. Năm 1987, ông đã kê khai và được cấp giấy chứng nhận quyền sử dụng thửa đất số 210 diện tích 162 m². Năm 1988, cụ V về quê và đứng ra chia đất nhưng chỉ chia cho bốn người con trai mà không chia cho ba con gái như các nguyên đơn trình bày. Vị trí và diện tích chia cho ông Đ, ông T và ông Q và việc nhận đất sử dụng ông cũng thống nhất như nguyên đơn. Khi cụ V chia đất, ông đã đồng ý cắt bớt 52 m² trong 162 m² đất của ông cho ông Q nên ông chỉ còn 110 m². Năm 2004, ông đã viết giấy cho hai con là anh L 65 m², chị T 45 m² và đề nghị tách làm hau thửa cho con nhưng chưa được cấp giấy chứng nhận thì nguyên đơn tranh chấp. Ông H3 cho rằng không có việc cụ V chia đất năm 1991 cho nguyên đơn như nguyên đơn trình bày. Các nguyên đơn khởi kiện là đã hết thời hiệu về thừa kế, 110 m² đất là của ông và không đồng ý yêu cầu khởi kiện của nguyên đơn.

### Đương sự liên quan
Đương sự liên quan thứ nhất, tức hai anh em con bị đơn là chị T, anh L có ý kiến trình bày như ông H3. Chị T xác định năm 2003 đã làm một gian nhà trên phần đất nguyên đơn đòi lại. Đương sự thứ hai là ông T, tức anh em ruột của cả nguyên đơn và bị đơn trình bày rằng: nguồn gốc nhà đất như các nguyên đơn trình bày. Xác nhận năm 1991, cụ V tổ chức họp gia đình và thống nhất chia đất (chia miệng) cho các con, trong đó ba con gái được chia chung một phần và phần này ông H3 quản lý cùng phần ông H3 được chia. Ông xác nhận đã nhận phần đất được chia, sau đó cũng đã chuyển nhượng một phần cho người khác. Ông đề nghị Tòa án giải quyết buộc ông H3 trả đất cho ba chị em gái.
Đương sự liên quan thứ ba là Nguyễn Thị T cùng các con chung với Phạm Văn Đ; Phùng Thị H4 cùng các con chung với Phạm Văn Q, xác nhận cụ V có chia đất cho các con, nhưng các bà T và bà H4 là con dâu không được tham gia nên không biết rõ việc chia này. Bà T xác nhận phần đất ông Đ được chia, sau đó ông đã bán luôn để lấy tiền đi miền Nam. Bà H4 xác nhận phần ông Q được gia đình bà sử dụng làm nhà ở đến nay. Do ông Đ, ông Q đã được chia đất nên bà T, bà H4 và các con không có yêu cầu gì trong vụ án này.
Sau khi Tòa án nhân dân thành phố Hà Nội thụ lý sơ thẩm lại vụ án vào năm 2010, ông T và các thừa kế của ông Đ, ông Q đều trình bày không có yêu cầu gì trong 110 m² đất mà nguyên đơn yêu cầu chia thừa kế, đều thống nhất cho ba nguyên đơn và ông H3 hưởng phần thừa kế của ông T, ông Đ, ông Q trong khối tài sản tranh chấp 110 m² này.

## Xét xử

### Các giai đoạn đầu
Vụ án dân sự này trải qua quá trình tố tụng phức tạp nhiều giai đoạn. Ngày 7 tháng 7 năm 2005, phiên sơ thẩm thứ nhất đã diễn ra tại Tòa án nhân dân huyện Quốc Oai, tỉnh Hà Tây (cũ). Sau khi Tòa sơ thẩm ra phán quyết, bị đơn đã kháng cáo. Đến ngày 30 tháng 11 năm 2005, phiên phúc thẩm thứ nhất diễn ra tại trụ sở của Tòa án nhân dân tỉnh Hà Tây (cũ). Các bên gửi đơn đề nghị giám đốc thẩm, Chánh án Tòa án nhân dân tối cao Nguyễn Văn Hiện đã kháng nghị. Ngày 23 tháng 4 năm 2007, phiên giám đốc thẩm thứ nhất diễn ra tại trụ sở của Tòa Dân sự Tòa án nhân dân tối cao, ra quyết định đã chấp nhận kháng nghị, hủy bản án sơ thẩm và phúc thẩm thứ nhất, giao Tòa án nhân dân huyện Quốc Oai giải quyết sơ thẩm lại.
Ngày 7 tháng 1 năm 2009, phiên sơ thẩm lại tức sơ thẩm thứ hai diễn ra tạiii Tòa án nhân dân huyện Quốc Oai. Các bên tiếp tục kháng cáo. Đến ngày 2 tháng 4 năm 2009, đợt phúc thẩm thứ hai diễn ra tại trụ sở tòa ở số 43, phố Hai Bà Trưng, phường Trần Hưng Đạo, quận Hoàn Kiếm, Hà Nội, Tòa án nhân dân thành phố Hà Nội đã hủy bản án sơ thẩm để giải quyết lại, có quyết định chuyển hồ sơ vụ án lên Tòa án nhân dân thành phố Hà Nội để giải quyết sơ thẩm. Tuy nhiên, trong quá trình thụ lý vụ án, ngày 20 tháng 7 năm 2010, Tòa Hà Nội quyết định đình chỉ việc giải quyết vụ án. Sau đó, ngày 19 tháng 11 năm 2010, Tòa Phúc thẩm Tòa án nhân dân tối cao tại Hà Nội xem xét và ra quyết định hủy quyết định sơ thẩm nêu trên, giao hồ sơ cho Tòa án nhân thành phố Hà Nội giải quyết sơ thẩm lại.

### Đợt thứ ba

#### Nội dung
Ngày 30, 31 tháng 5 năm 2013, kỳ sơ thẩm thứ ba đã diễn ra, Tòa án nhân dân thành phố Hà Nội quyết định: chấp nhận yêu cầu khởi kiện chia di sản thừa kế của nguyên đơn; xác định quyền sử dụng thửa đất 252 tờ bản đồ số 02 có diện tích 110 m² tại thị trấn Quốc Oai là tài sản của cụ V, cụ H, có giá trị 1,3212 tỷ đồng. Tòa tuyên chia giá trị tài sản chung của cụ V và cụ H mỗi người 1/2 giá trị tài sản là 660,6 triệu đồng. Phần tài sản của cụ H là quyền sử dụng 55 m² đất có giá trị 660,6 triệu đồng đã hết thời hiệu chia thừa kế. Phần tài sản của cụ V tương đương, chia cho ông hai bên mỗi kỷ phần được hưởng là 120,12 triệu đồng. Chia cho bị đơn được sở hữu phần tài sản có giá trị 240,24 triệu đồng; nguyên đơn ba người tổng là 360,36 triệu đồng. Đồng thời, chia cho nguyên đơn được sử dụng nhà cấp bốn nằm trên thửa đất tranh chấp có diện tích 44,4 m² có giá trị 532,8 triệu đồng, có sơ đồ kèm theo.
Chia cho bị đơn được quyền sử dụng 10,7 m² đất, ông H3, chị T, anh H tiếp tục quản lý diện tích 55 m² đất thuộc quyền sử dụng của cụ H do bị hết thời hiệu trên thửa đất số 252 đến khi nào có quyết định khác của các cơ quan nhà nước có thẩm quyền. Ông H3, chị T, anh H được sở hữu giá trị xây dựng ngôi nhà hai tầng, một tum có giá trị 300 triệu đồng nằm trên 65,7 m² đất tại thửa đất 252. Bị đơn được nhận 172,44 triệu đồng, đương sự là hai con tức chị T, anh H được nhận 20 triệu đồng tiền sửa chữa cải tạo cho chị do nguyên đơn thanh toán. Nguyên đơn có trách nhiệm thanh toán cho bị đơn số tiền 172,44 triệu đồng và 20 triệu đồng tiền sửa chữa cải tạo cho hai cháu con bị đơn.

#### Liên quan
Tòa sơ thẩm hủy giấy chứng nhận quyền sử dụng đất do Ủy ban nhân dân huyện Quốc Oai cấp ngày 10 tháng 9 năm 1987 đối với thửa đất số 210 tờ bản đồ số 02 có diện tích 162 m² đứng tên bị đơn. Ghi nhận sự tự nguyện của đương sự thứ hai, thứ ba đều từ chối không nhận di sản, không yêu cầu về quyền lợi đối với diện tích đất tranh chấp, ghi nhận sự tự nguyện củ các bên, cả nguyên đơn, bị đơn lẫn đương sự cùng một gia đình về việc: không yêu cầu Tòa án giải quyết tài sản trên đất của cụ V và cụ H là gian nhà tranh vách đất; không yêu cầu Tòa án giải quyết về chi phí mai táng phí; không yêu cầu về quyền lợi đối với thửa đất số 253 mang Phạm Văn Q, thửa đất số 261 mang Phạm Văn T (diện tích 189 m², bao gồm cả thửa 261b), thửa 260 diện tích 94 m² mang tên Nguyễn Thị P; không yêu cầu Tòa án giải quyết việc ông T, ông Đ đã chuyển nhượng đất cho người khác; không yêu cầu Tòa án giải quyết đối với khoản tiền 8,733 triệu đồng. Bản án còn có quyết định về án phí, quyền kháng cáo, lãi suất chậm thi hành án. Ngày 14 tháng 6 năm 2013, chị T, anh H và anh L kháng cáo. Tòa Phúc thẩm Tòa án nhân dân tối cao tại Hà Nội quyết định giữ nguyên bản án sơ thẩm.

### Kháng nghị
Ngày 28 tháng 5 năm 2015, Chánh án Tòa án nhân dân tối cao Trương Hòa Bình đã kháng nghị bản án dân sự phúc thẩm của Tòa Phúc thẩm Tòa án nhân dân tối cao tại Hà Nội, đề nghị Hội đồng Thẩm phán Toà án nhân dân tối cao xét xử giám đốc thẩm theo hướng huỷ bản án dân sự phúc thẩm thứ ba nêu trên và bản án dân sự sơ thẩm thứ ba của Tòa án nhân dân thành phố Hà Nội; giao hồ sơ vụ án cho Tòa án nhân dân thành phố Hà Nội xét xử sơ thẩm lại.

## Giám đốc thẩm
Ngày 16 tháng 10 năm 2015, với yêu cầu kháng nghị của Chánh án Tối cao và sự nhất trí của Viện Kiểm sát, Hội đồng Thẩm phán tối cao đã mở phiên xét xử giám đốc thẩm tại trụ sở tòa ở số 48 đường Lý Thường Kiệt, quận Hoàn Kiếm, Hà Nội. Tại phiên tòa giám đốc thẩm, đại diện Viện kiểm sát nhân dân tối cao đề nghị Hội đồng Thẩm phán Tòa án nhân dân tối cao chấp nhận Kháng nghị của Chánh án nhân dân tối cao.

### Nhận định của Tòa án
Nhận định của Hội đồng Thẩm phán Tòa án nhân dân tối cao, Quyết định 27/2015/DS-GĐT.
Trong phiên giám đốc thẩm, Hội đồng Thẩm phán có những nhận định về vụ án. Gia đình của nguyên đơn, bị đơn và đương sự liên quan như trình bày của các bên. Phần đất có nguồn gốc các cụ được chia trong cải cách ruộng đất là tài sản chung. Sau khi cụ H chết, vợ chồng ông H3, bà N ở và trông nom nhà đất, còn cụ V và những người con khác đi xây dựng kinh tế mới ở miền Nam. Năm 1983, vợ chồng ông H3 chuyển đến nhà đất nơi khác ở nhưng vẫn trông nom quản lý nhà, đất. Ủy ban nhân dân huyện Quốc Oai xác nhận sổ sách địa chính lưu giữ tại Ủy ban nhân dân cho thấy mảnh đất của các cụ được chia làm hai thửa, một thửa mang số 210 diện tích 162 m² do ông H3 đứng tên và thửa 213 diện tích 300 m² do ông T đứng tên. Sau đó, cụ V quay về nhà đất này và ở tại đây cho đến khi qua đời vào năm 1994. Sau khi về, cụ đã họp các con và đứng ra phân chia toàn bộ thửa đất thành bốn phần riêng biệt cho các con, không ai có ý kiến gì và đều thống nhất thực hiện việc phân chia này. Như vậy, việc ông T, ông H3 đồng ý cùng với cụ V chia 464 m² đất đã thể hiện việc ông T, ông H3 chỉ là người đứng tên trong giấy tờ sổ sách giấy tờ về địa chính, nhà đất vẫn là của cụ V, cụ H chưa chia. Ông H3 cũng không đưa ra được chứng cứ chứng minh 162 m² là tài sản riêng của ông.
Phần chia cho ông Đ (94 m²), ông Q (78 m²), ông T (189 m²), các ông đều đã nhận đất sử dụng sau đó đã được đăng ký đứng tên chủ sử dụng đất, hoặc chuyển nhượng cho người khác thì cũng đã đăng ký điều chỉnh trong các giấy tờ về đất, cho đến nay không ai có tranh chấp gì. Đối với phần đất 110 m² còn lại do bị đơn quản lý, đến năm 2004 do ông chia đất cho các con của mình nên nguyên đơn mới có tranh chấp đòi lại 44,4 m². Thực tế thời điểm cụ V chia đất, các con đều đã trưởng thành, một số có gia đình riêng có nhu cầu về đất ở, riêng bị đơn đã có nhà đất; nguyên đơn đang ở Bình Phước nên bốn người này chưa có nhu cầu xây dựng nhà ở. Ông T thừa nhận việc cụ V chia đất, tất cả các con đều đồng ý và ông T xác định phần đất 110 m² do ông H3 quản lý là cụ V chia cho cả nguyên đơn lẫn bị đơn. Ông T đề nghị Tòa án giải quyết để nguyên đơn được nhận lại tài sản của mình. Các đương sự tuy không biết cụ thể việc phân chia nhưng đều thống nhất là cụ V đã chia đất xong cho các con rồi nên các bà không có yêu cầu gì và phần 110 m² để cho nguyên đơn, bị đơn hưởng phần đất này. Do đó, có đủ cơ sở xác định cụ V có chia đất cho nguyên đơn và phần đất này do bị đơn quản lý.
Đơn khởi kiện ban đầu và các lời khai trước khi Tòa án cấp sơ thẩm thụ lý lại vụ án vào năm 2010, các nguyên đơn chỉ đòi lại 44,4 m² đất này. Nhưng sau khi thụ lý sơ thẩm lại vụ án, các nguyên đơn lại thay đổi lời khai, yêu cầu chia di sản thừa kế phần 110 m² đất là tài sản của bố, mẹ để lại đang do ông H3 quản lý, là không có cơ sở chấp nhận. Tòa án cấp sơ thẩm không làm rõ lời khai đương sự về việc thay đổi yêu cầu khởi kiện này, quyết định chấp nhận yêu cầu chia thừa kế 110 m² đất; Tòa án cấp phúc thẩm giữ nguyên quyết định của bản án sơ thẩm, đều không có cơ sở.

### Quyết định
Từ những nhận định này, Hội đồng xét xử Hội đồng Thẩm phán Tòa án nhân dân tối cao ra quyết định: hủy bản án dân sự phúc thẩm thứ ba vào ngày 4 tháng 4 năm 2014 của Tòa Phúc thẩm Tòa án nhân dân tối cao tại Hà Nội và bản án dân sự sơ thẩm thứ ba năm 2013 của Tòa án nhân dân thành phố Hà Nội về vụ án tranh chấp thừa kế quyền sử dụng đất giữa nguyên đơn là bà Phạm Thị H, bà Phạm Thị H2, bà Phạm Thị H1 với bị đơn là ông Phạm Văn H3. Giao hồ sơ vụ án cho Tòa án nhân dân thành phố Hà Nội xét xử sơ thẩm lại theo đúng quy định của pháp luật.